# Smithsonian Folklife Festival
Pour les articles homonymes, voir Smithsonian (homonymie).
Le Smithsonian Folklife Festival est une exposition internationale du patrimoine culturel vivant, qui se déroule tous les ans à Washington, D.C..

## Concept

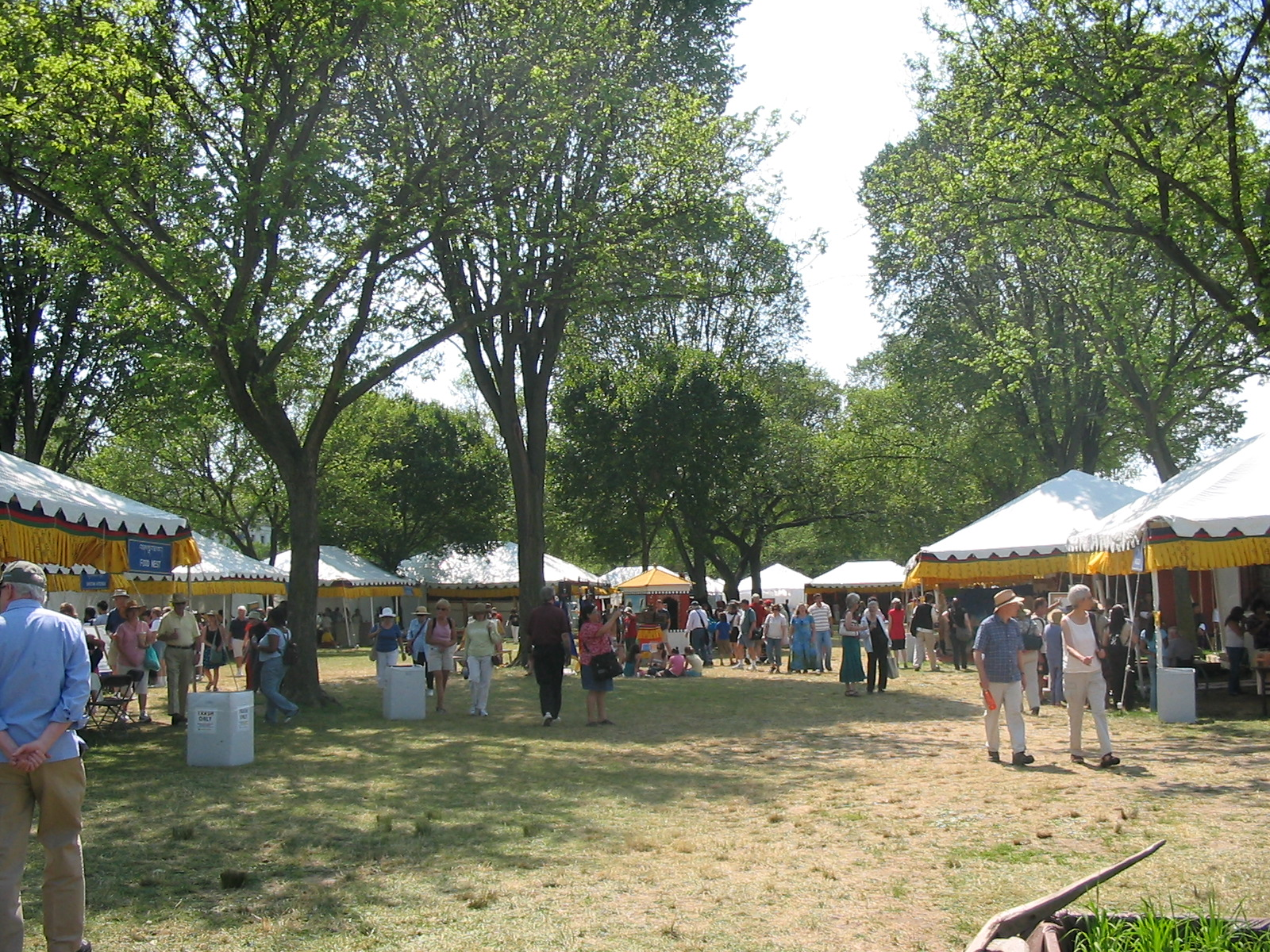
La partie de l'exposition dédiée au Bhoutan, en 2008.

Lancé en 1967, le Smithsonian Folklife Festival dure deux semaines par an, autour du 4 juillet. Organisé par la Smithsonian Institution, le festival est gratuit pour tous les visiteurs, afin de favoriser les échanges culturels. Le programme du festival est généralement divisé par pays, région ou État, ou par thème. Le programme comporte principalement de la musique, du chant, de la danse, de l'artisanat, des démonstrations culinaires et des lectures de contes. Les visiteurs sont invités à participer et à discuter avec les exposants.
Le festival rassemble plus de 90 nations, toutes les régions des États-Unis, des dizaines de communautés ethniques, plus d'une centaine de groupes d'Amérindiens, et quelque 70 métiers différents. Avec plus d'un million de visiteurs par an, ce festival est le plus grand événement culturel annuel de la capitale américaine.